# Lava Beds Wilderness
La Lava Beds Wilderness est une aire protégée américaine située au sein du Lava Beds National Monument, en Californie. Fondée en 1972, elle protège 113,61 km2.